# Протоколы диагностики и лечения
Руководства (рекомендации) по диагностике и лечению — это систематично разработанные рекомендации, поддерживающие решения врачей и других специалистов сферы здравоохранения о соответствующем медицинском обслуживании. Рекомендации по диагностике и лечению в идеальном случае предусматривают также и экономические аспекты лечения. Рекомендации не подлежат нормированию, поэтому могут быть самого различного качества.
Рекомендации по диагностике и лечению — это результат систематически и транспарентно развивающегося процесса, это научно обоснованные, ориентированные на практику, руководства по действию. Главным смыслом является представление современного состояния научных исследований, их перенос и воплощение в практику. Они ориентируют врачей в решениях и действиях.
В Европе рекомендации разрабатываются и распространяются, как правило, научно-медицинскими профессиональными обществами, ассоциациями врачей и объединениями медицинских касс или профессиональными ассоциациями. Информацию и доступ к интернациональным стандартам предлагает Guidelines International Network, являющийся всемирным банком данных рекомендаций по диагностике и лечению.
Рекомендации по структурированной, поэтапной организации здравоохранения определяются во многих европейских странах по так называемым руководствам по организации медицинской помощи. Кроме медицинских рекомендаций, разрабатываемых для врачей, есть соответствующие рекомендации для пациентов.
Для среднего медицинского персонала существуют похожие на алгоритмы для врачей «протоколы экспертов».
В медицинской практике следует различать понятия «рекомендация» и «протокол или алгоритм действий». Рекомендация — руководство научно обоснованной постановки правильного диагноза, либо принятия решения о необходимости обследования или назначения лечения; при этом предполагается персонифицированный подход, обеспечивающий оптимальный результат для конкретного случая. Протокол или алгоритм предполагает строго определённый порядок действий, который выполняется всегда при возникновении ситуации для которой он был разработан и не предполагает полного учёта индивидуальных особенностей. Протокол ближе к понятию стандартной операционной процедуры (СОП).

## Степень рекомендации
В руководствах по диагностике и лечению рекомендации преподносятся на основе так называемого уровня доказательности и следующей из него силы (выраженности) рекомендации. При этом применяются различные классификационные системы, распространенной является следующая:
- Степень A: рекомендация «Должно»: в основе лежит как минимум одно рандомизированное контролированное клиническое исследование хорошего качества, относящееся непосредственно к теме данной рекомендации (уровень доказательности Ia и Ib)
- Степень B: рекомендация «Желательно»: хорошо проведенное клиническое исследование, но нет рандомизированных клинических исследований; исследование относится непосредственно к теме рекомендации (уровень доказательности II или III); сюда же относятся уровень доказательности I, в случае, если исследование косвенно имеет отношение к теме рекомендации
- Степень C: рекомендация «Можно»: мнения экспертных кругов или экспертов и/или клинический опыт признанных авторитетов (уровень доказательности IV) или в случае, если уровни доказательности IIa, IIb или III опираются на исследования недостаточно хорошего качества.
- Good Clinical Practice: для определённой методики лечения не существуют экспериментальных исследований, или они невозможны по какой-либо причине, но метод широко распространен и в группе экспертов существует согласие в отношении этого метода. В этом случае методу присваивается степень рекомендации Good Clinical Practice GCP (синоним: клиническая договоренность).

## Критика и применение
- Применение в РФ

Согласно Федеральному закону РФ № 323-ФЗ «Об основах охраны здоровья граждан в Российской Федерации», в настоящее время проводится подготовка клинических рекомендаций.
- Критика протоколов

В практике применение протоколов диагностики и лечения недостаточно или ошибочно.
Протоколы могут привести к сужению врачебного мышления.
Протоколы существуют в основном только для распространенных заболеваний. Для редких заболеваний, как правило, их нет.
Статистически искаженное представление в результате опубликования преимущественно «позитивных» или значимых результатов исследований; отрицательные результаты опубликовываются редко.
В Германии в марте 2013 подверглось критике слишком быстрое включение новых медикаментов в медицинские протоколы лечения с подозрением на заинтересованность в этом фармакологических фирм.
До разработки протоколов диагностики и лечения, в РФ применялись так называемые стандарты медицинской помощи, которые, по некоторым данным, готовились отделом стандартизации в здравоохранении НИИ общественного здоровья и управления здравоохранением. По оценкам в СМИ, в России никакой реальной проверки новые методы лечения не проходят, в частности, публикации о популярных российских препаратах часто имеют положительный результат.

Павел Воробьев, профессор Московской медицинской академии им. И М. Сеченова, один из немногих в России специалистов по управлению качеством оказания медицинской помощи и руководитель разработки стандартов медицинской помощи: «… системы стандартов медицинских организаций, сдержек и противовесов в нашем здравоохранении нет. Разве что при найме (и то не везде) врач или сестра получают некий инструктаж на сей счет. Что-то запомнят, а что-то ведь и забудут. И так до первого инцидента.»